# Simindis k'undzuli
Simindis k'undzuli é um filme de drama georgiano de 2014 dirigido e escrito por Giorgi Ovashvili. Foi selecionado como representante da Geórgia à edição do Oscar 2015, organizada pela Academia de Artes e Ciências Cinematográficas.

## Elenco
- İlyas Salman
- Mariam Buturishvili